# إبهوفن
ايبهوفن (بالألمانية: Iphofen) هي place with town rights and privileges و بلدة ألمانية تقع في ألمانيا في بافاريا.